# Gömörlipóc
Gömörlipóc (szlovákul: Lipovec) község Szlovákiában, a Besztercebányai kerületben, a Rimaszombati járásban.

## Fekvése
Rimaszombattól 35 km-re, északkeletre fekszik. Gömörlipóc zsákfalu, egyetlen úton közelíthető meg Szilistye (5 km) felől.
Délről Szeleste, nyugatról rövid szakaszon Balogrussó, északnyugatról Dobrapatak, északkeletről Ratkószabadi, keletről pedig Újvásár községekkel határos. Keleti határa járáshatár a Rimaszombati- és a Nagyrőcei járás között.
4,0946 km²-es területe nem változott a 20. század során.

## Története
1413-ban „Lypolch" alakban említik először. 1427-ben „Lypowch", 1450-ben „Lypoch" néven szerepel az összeírásokban. 1427-ben 7 portája volt. A Derencsényi, majd a 17. századtól több nemesi család birtokolta. 1773-ban 16 jobbágy és 32 zsellércsalád élt a településen.
A 18. század végén Vályi András így ír róla: „LIPÓCZ. Tót falu Gömör várm. földes Urai G. Kohári, és több Uraságok, lakosai külömbfélék, fekszik Dobozhoz közel, és annak filiája, határja is hozzá hasonlító."
1828-ban 40 házában 338 lakos élt, akik állattartással, kézművességgel, idénymunkákkal foglalkoztak.
A 19. század közepén Fényes Elek eképpen írja le: „Lipocz, tót falu, Gömör és Kis-Honth egyesült vmegyében, Ratkohoz délre 1/2 mfd., 11 kath., 327 evang. lak., kik bordákat csinálnak, s viasszal kereskednek. Erdeje bikk, nyár és mogyorófákból áll. F. u. többen. Ut. posta Rimaszombat."
Borovszky monográfiasorozatának Gömör-Kishont vármegyét tárgyaló része szerint: „Lipócz, tót kisközség, 69 házzal és 329 ág. ev. h. vallású lakossal. E község 1413-ban Lypolch néven a Derencsényiek birtoka. Az idők folyamán a Derencsényiek többi birtokainak a sorsában osztozott, míg végre a Coburg herczegi család tulajdonába került. Lakosainak nagy része sonkoly-szedéssel és viaszk-kereskedéssel foglalkozik. Ág. h. ev. temploma 1793-ban épült. Postája Ratkó, távírója és vasúti állomása Rimaszombat."
A trianoni diktátumig területe Gömör-Kishont vármegye Ratkói járásához tartozott.

## Népessége
| Év:            | 1994. | 2004.   | 2014.    | 2024.    |
| -------------- | ----- | ------- | -------- | -------- |
| Emberek száma: | 83    | 76      | 102      | 90       |
| Eltérés:       |       | -8,43 % | +34,21 % | -11,76 % |

| Év:            | 2023. | 2024.   |
| -------------- | ----- | ------- |
| Emberek száma: | 86    | 90      |
| Eltérés:       |       | +4,65 % |

1910-ben 295, túlnyomórészt szlovák lakosa volt.
1921-ben 254 lakosa volt, ebből 237 szlovák nemzetiségű, 225 pedig evangélikus vallású.
2001-ben 75 lakosából 57 szlovák és 13 magyar.
2011-ben 97-en lakták, ebből 51 szlovák és 26 magyar.

## Nevezetességei
- Evangélikus temploma 1793-ban épült.

## Külső hivatkozások
- Községinfó
- Gömörlipóc Szlovákia térképén
- E-obce.sk